# Jacques Terrane
Jacques Terrane, de son vrai nom Jacques Raymond Tartière, né le 23 août 1915 à Paris et mort le 20 juin 1941 à Sarafand au Liban (alors en Palestine mandataire), est un acteur et un résistant franco-américain, Compagnon de la Libération.

## Biographie
Petit-fils de Georges Feydeau, Jacques Terrane passe son enfance entre le Royaume-Uni et la France, avant de devenir acteur et d'obtenir la citoyenneté américaine, grâce au remariage de son père avec une américaine.
En 1937, il rencontre à New York la comédienne Drue Leyton (de son vrai nom Dorothy Parsons, née le 12 juin 1903 à Guadalajara, au Mexique,,), avec laquelle il part en Europe en février 1938 et se marie en Angleterre en septembre.
En 1939, Jacques Terrane tourne en France dans La Loi du Nord de Jacques Feyder (aux côtés de Michèle Morgan), et le couple s'installe à Barbizon (Seine-et-Marne).
En vacances à Cassis au moment de la déclaration de la guerre, ils rejoignent Paris, où Jacques Terrane tente en vain de s'engager. Souffrant de problèmes pulmonaires, il est déclaré inapte à trois reprises par l'armée française. Sa connaissance de l'anglais lui permet cependant de servir comme officier de liaison auprès des troupes britanniques.
Désireux de participer à la campagne de Norvège, il fait croire qu'il parle norvégien, ce qui lui vaut d'intégrer le corps expéditionnaire du général Béthouart dans la Légion étrangère. Là, il se distingue en assurant le débarquement des munitions d'un petit bateau pris sous le feu de l'ennemi.
En Angleterre lors de l'annonce de la signature de l'armistice franco-allemand du 22 juin 1940, il s'engage dans les Forces françaises libres et se voit affecté à la 13e demi-brigade de Légion étrangère, avant d'être promu adjudant le 1er juillet suivant.
À bord du Westernland lors de l'opération Menace contre Dakar, il participe à la campagne d'Érythrée au sein de la Brigade française d'Orient comme chef de section d'éclaireurs motocyclistes, notamment à la prise de Keren et de Massaoua en avril 1941.
Le 30 avril 1941, il embarque à bord du Paul Doumer et rejoint le camp de Qastina, en Palestine, où est constituée la 1re division française libre (DFL), en vue de la campagne de Syrie.
L'un des premiers à passer en Syrie le 8 juin, il vient d'obtenir la reddition d'une unité vichyste le 18 juin quand, rejoignant les lignes françaises libres à moto, il est abattu dans le dos.
Il meurt à l'hôpital de Sarafand au Liban le 20 juin 1941.
Son demi-frère, Philippe Keun, également engagé dans la Légion étrangère en septembre 1939 puis comme agent de l'Intelligence Service, a été pendu au camp de Buchenwald en septembre 1944.
Son épouse, engagée dans la Résistance intérieure française, elle est morte le 8 février 1997 à Corona del Mar, un quartier de Newport Beach, en Californie,.

## Filmographie
- 1942 : La Loi du Nord ou La Piste du Nord de Jacques Feyder

## Décorations
- Chevalier de la Légion d'honneur
- Compagnon de la Libération par décret du 21 août 1941
- Croix de guerre 1939–1945 avec palme